# Diane Moyer
Diane Moyer, née le 28 juillet 1958 à Reading (Pennsylvanie), est une joueuse de hockey sur gazon américaine.

## Carrière
Diane Moyer fait partie de l'équipe des États-Unis de hockey sur gazon féminin médaillée de bronze aux Jeux olympiques de 1984 à Los Angeles.